# Mözen
Mözen er en by og en kommune i det nordlige Tyskland, beliggende i Amt Leezen under Kreis Segeberg. Kreis Segeberg ligger i den sydøstlige del af delstaten Slesvig-Holsten.

## Geografi
Mözen ligger ca. fire kilometer sydøst for Bad Segeberg ved B 432 og motorvejen A 21. Den grænser op til den 131 hektar store Mözener See.